# Benoît de Ruffray
Benoît de Ruffray est un chef d'entreprise français. Il est le PDG du groupe Eiffage depuis le 18 janvier 2016.

## Biographie
Né en 1966, Benoît de Ruffray est diplômé de l'École polytechnique et de l'École nationale des ponts et chaussées. Il est issu de la famille de Ruffray qui appartient à l'ancienne bourgeoisie française.
En décembre 2015, à la suite du décès du PDG Pierre Berger, la direction d'Eiffage nomme Benoît de Ruffray pour lui succéder . Il prend officiellement ses fonctions le 18 janvier 2016.

## Décorations
- Chevalier de la Légion d'honneur (2016)
- Officier de l'ordre national du Mérite (2020)[5]